# Stegana coleoptrata
Stegana coleoptrata är en tvåvingeart som först beskrevs av Giovanni Antonio Scopoli 1763.  Stegana coleoptrata ingår i släktet Stegana och familjen daggflugor. Arten är reproducerande i Sverige. Inga underarter finns listade i Catalogue of Life.